# Xert
Xert (kat. wym. [tʃɛɾt]; hiszp. Chert, wym. [tʃeɾt]) – gmina w Hiszpanii, w prowincji Castellón, we wspólnocie autonomicznej Walencja.
Położona w comarce Baix Maestrat gmina ma powierzchnię 82,51 km². W 2018 roku liczyła 725 mieszkańców. W 2015 roku alkadem został José Rosendo Segarra Ferreres z Partii Ludowej.